# Хуго Шперле
Хуго Шперле (на немски: Hugo Sperrle, 7 февруари 1885 – 2 април 1953 г.) е немски фелдмаршал от Луфтвафе през Втората световна война.

## Биография

### Ранен живот и Първа световна война (1914 – 1918)
Роден в Людвигсбург, той се присъединява към германската армия през 1903 г. В началото на Първата световна война е прехвърлен към германските военновъздушни части (на немски: Luftstreitkräfte) и служи като наблюдател до края на войната.
След края на войната, и след разпускането на военновъздушните сили, Шперле се присъединява към доброволческите отряди (Freikorps), преди да се присъедини отново към германската армия.

### Между военен период
Присъединява се към новосформираното Луфтвафе през 1935 г. и служи като командир на легион Кондор по време на гражданската война в Испания, заедно с Волфрам фон Рихтхофен, служещ като негов началник-щаб.

### Втора световна война (1939 – 1945)
Шперле командва германския 3-ти въздушен флот (Luftflotte 3) срещу Франция през май и юни 1940 г. През юли 1940 г. той е повишен до генерал-фелдмаршал от Луфтвафе. Шперле е сред хората отстояващи мнението, че британските Кралски военновъздушни сили трябва да бъдат унищожени, за да се осъществи успешна инвазия срещу Англия. 3-ти въздушен флот, разположен в северна Франция, играе важна роля в битката за Британия, от юни 1940 до април 1941 г.

### Залавяне и смърт
Фелдмаршал Шперле е пленен от Съюзниците и е обвинен във военни престъпления по време на съдебния процес срещу висшите военни при съдебните процеси в Нюрнберг. Умира в Мюнхен през 1953 г.

## Военна декорация
- Германски орден „Железен кръст“ (1914) – II (?) и I степен (?)
- Германски орден „Кръст на честта“ (?)
- Рицарски кръст (17 май 1940)
- Испански кръст
- Упоменат 6-пъти в ежедневния доклад на Вермахтберихт (5 октомври, 15 ноември и 20 ноември 1940; 9 април 1941; 13/15 февруари 1942)